# Општина Бешичко Језеро
Општина Бешичко Језеро (грч. Δήμος Βόλβης, Димос Волвис) општина је у Грчкој. По подацима из 2021. године број становника у општини је био 19.755. Административни центар је насеље Ставрос. Општина носи име по истоименом језеру.

## Становништво
Према подацима са последњег пописа 2021. у општини Бешичко Језеро живело је 19.755 становника што је за 3.723 мање (-15,86%) у односу на претходни попис 2011. када је било 23.478 становника. Према броју становника општина Бешичко Језеро је најмања у округу Солун.
| 2011.  | 2021.  |
| ------ | ------ |
| 23.478 | 19.755 |

## Општинске јединице
Општина Бешичко Језеро се састоји од 6 општинских јединица које су до 2011. године биле засебне општине. Општинске јединице чине заједнице које су формиране од једног или више насеља. У општини има 39 насеља груписаних у 22 заједнице.
| Локација                                                                          | Општинска јединица | Становништво (2021) | Заједнице                                                   | Број насеља |
| --------------------------------------------------------------------------------- | ------------------ | ------------------- | ----------------------------------------------------------- | ----------- |
| Положај општинске јединице Агиос Георгиос у општини Бешичко Језеро и округу Солун | Ајос Георгиос      | 4.681               | Аспровалта, Врасна                                          | 4           |
| Положај општинске јединице Аполонија у општини Бешичко Језеро и округу Солун      | Аполонија          | 3.217               | Мелисургос, Нова Аполонија, Никомидино, Перистерона, Стивос | 9           |
| Положај општинске јединице у општини Бешичко Језеро и округу Солун                | Аретуса            | 2.238               | Аретуса, Мавруда, Скепасто, Стефанина, Филаделфио           | 10          |
| Положај општинске јединице у општини Бешичко Језеро и округу Солун                | Егнатија           | 2.700               | Евангелисмос, Нимфопетра, Профитис, Схолари                 | 6           |
| Положај општинске јединице Мадитос у општини Бешичко Језеро и округу Солун        | Мадитос            | 2.045               | Аполонија, Моди, Нови Мадитос                               | 4           |
| Положај општинске јединице Рендина у општини Бешичко Језеро и округу Солун        | Рендина            | 4.874               | Горњи Ставрос, Бешик, Ставрос                               | 6           |